# McLaren 750S
La McLaren 750S è un'auto sportiva prodotta dalla casa automobilistica britannica McLaren dal 2023.

## Profilo

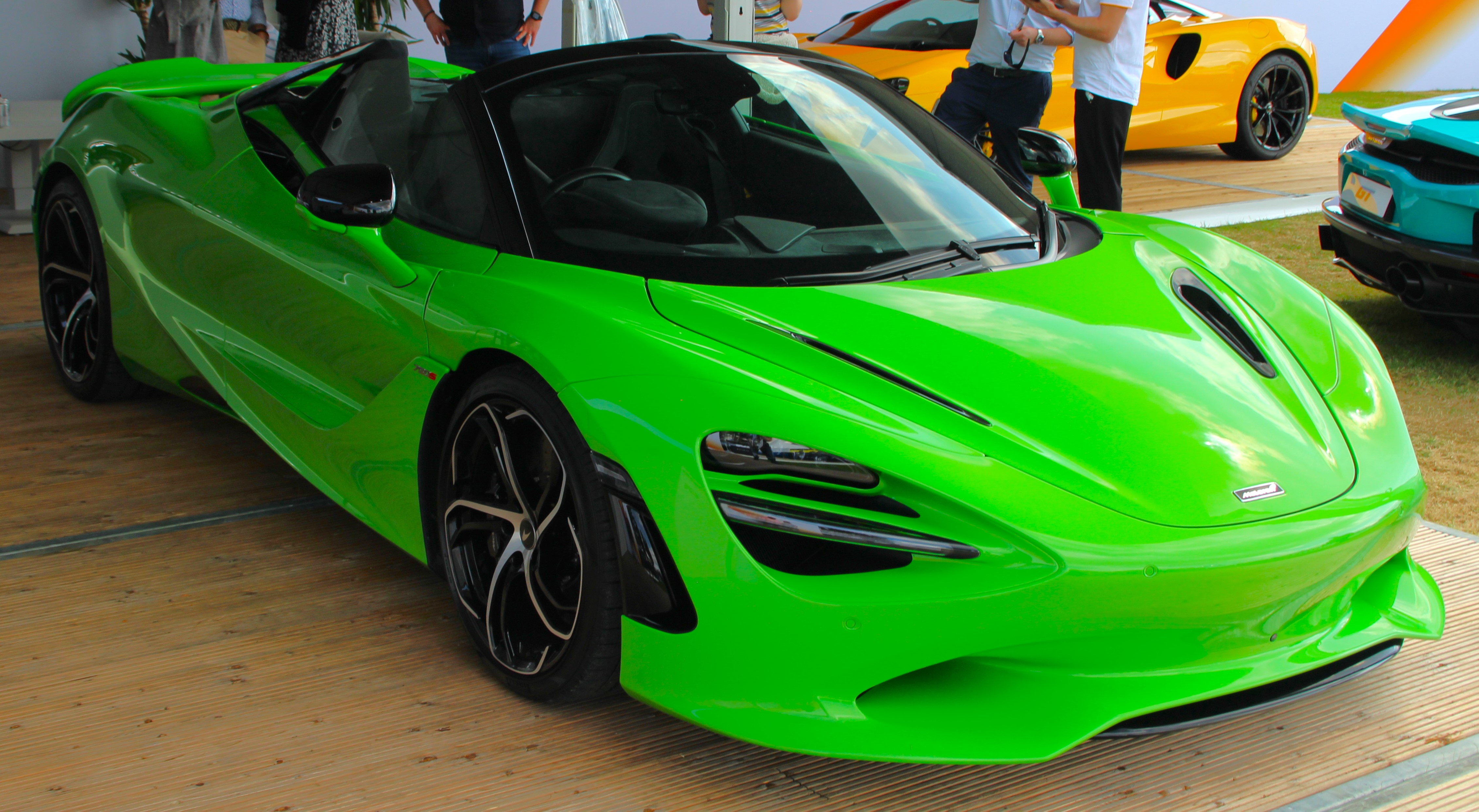
750S Spider

Annunciata nell'aprile del 2023, la 750S non si differenzia di molto dalla McLaren 720S. McLaren ha dichiarato di aver progettato il 30% di nuove componenti. La parte anteriore è quasi identica alla 720S, mentre quella posteriore si ispira alla McLaren P1. Ciò che caratterizza il suo stile distinguibile si trova nella parte anteriore dell'auto, infatti la forma dei fari rappresenta proprio il marchio della McLaren. È stata presentata sia in versione coupé che spider.
La 750S condivide il telaio con la 720S in fibra di carbonio oltre allo stesso motore da 4,0 litri (3994 cm³) twin-turbo con architettura V8, che ora però sviluppa 750 cavalli e 800 Nm di coppia. È dotata inoltre di un cambio a doppia frizione e 7 marce.
La McLaren 750S raggiunge una velocità massima di 332 km/h e può accelerare da 0 a 100 km/h in 2.8 secondi, mentre da 0 a 200 km/h ne impiega 7,2.

## Altre versioni

### 750S Spider
McLaren assieme alla 750S coupé ha presentato anche la versione spider, che risulta essere leggermente più lenta nello scatto 0-100 km/h.